# エストニアの国旗
エストニアの国旗（エストニアのこっき、Eesti lipp） エストニア語は（sinimustvalge、青黒白旗）と呼ばれる。青はエストニアの空・川・湖・海を表しており、エストニアの国民を象徴するとともに希望・友情・団結を表す。黒は故郷の大地と同時に暗黒時代の悲しい歴史を忘れまいとする決意を示す。白は氷と雪および人々の幸福の追求を意味する。
2001年には三色旗からスカンジナビア十字のデザインに変更するように提案された。

エストニア国旗の描き方

縦横比1:2
縦横比2:3
大統領旗
船用大統領旗
国防大臣旗
? 軍艦旗
国籍旗

## 国旗の変遷

テッラ・マリアナの国章
デンマーク領時の旗
スウェーデン領エストニア公国の旗（1561年 - 1629年）
バルト帝国領時の旗（1629年-1721年）
ロシア帝国領時の旗（1721年–1917年）
ナイッサール・ソビエト共和国の旗（1917年–1918年）
バルト連合公国の旗（1918年）
1919年独立時の国旗
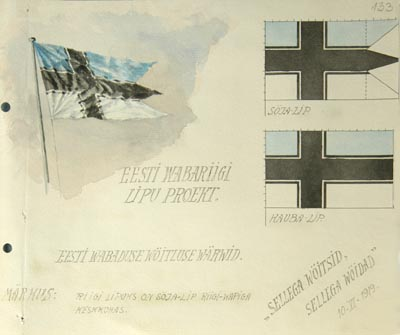
1919年独立時の国旗、軍旗
1918–1940年の国旗
エストニア・ソビエト社会主義共和国の旗（1940年–1953年）
エストニア・ソビエト社会主義共和国の旗（1953年–1990年）
エストニア・ソビエト社会主義共和国の旗、裏面（1981年–1990年）

## 提案された国旗

## 地域の旗

イェルヴァ県の旗
イダ＝ヴィル県の旗
ヴァルガ県の旗
ヴィリャンディ県の旗
ヴォル県の旗
サーレ県の旗
タルトゥ県の旗
タリンの旗
ハリュ県の旗
ヒーウ県の旗
ペルヌ県の旗
ポルヴァ県の旗
ヨゲヴァ県の旗
ラプラ県の旗
レーネ県の旗
レーネ＝ヴィル県の旗

## その他

ペツェリマー（ペツェリ県）の旗（1920年–1940年）